# 1537 Трансилванија
1537 Трансилванија (енгл. 1537 Transylvania) је астероид главног астероидног појаса са пречником од приближно 13,77 .
Афел астероида је на удаљености од 3,971 астрономских јединица (АЈ) од Сунца, а перихел на 2,124 АЈ.
Ексцентрицитет орбите износи 0,303, инклинација (нагиб) орбите у односу на раван еклиптике 3,857 степени, а орбитални период износи 1943,557 дана (5,321 година).
Апсолутна магнитуда астероида је 11,90 а геометријски албедо 0,161.
Астероид је откривен . 1939. године.